# Пантаївка (станція)
Панта́ївка — проміжна залізнична станція Знам'янської дирекції Одеської залізниці на лінії Знам'янка — Користівка між станціями Знам'янка-Пасажирська (15 км) та Користівка (20 км). Розташована в однойменному селищі міського типу.
Станцію було відкрито 1869 року.

## Пасажирське сполучення
Згідно з графіком руху поїздів на 2017/2018 роки по ст. Пантаївка зупиняються приміські поїзди та пасажирський поїзд № 375/376 Харків — Херсон (в обох напрямках).
Станом на 2022 рік поїзди далекого сполучення не зупиняються.